# Morris Head
Morris Head är en udde i Antarktis. Den ligger i Västantarktis. Inget land gör anspråk på området.
Terrängen inåt land är platt norrut, men söderut är den kuperad. Trakten är obefolkad. Det finns inga samhällen i närheten.